# ICub

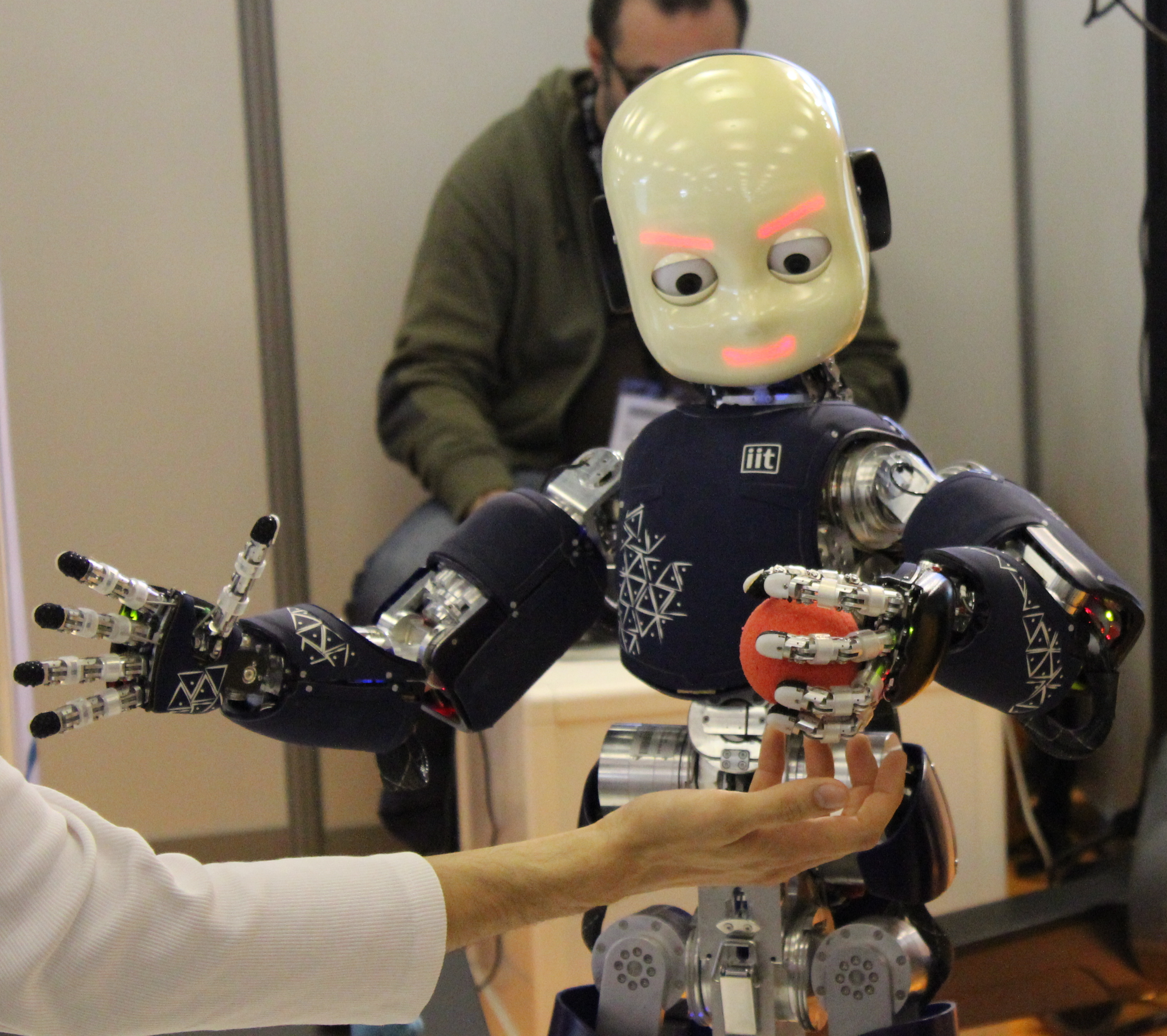
Le robot ICub lors du salon Innorobo 2014 à Lyon.

iCub est un petit robot humanoïde conçu par le consortium RobotCub en 2006, composé de plusieurs universités à travers toute l'Europe. Il est construit en Italie par l’Institut italien de technologie L'objectif principal de cette plate-forme est l'étude de la cognition robotique « développementale », par le biais de la mise en œuvre d'algorithmes bio-inspirés ou non. C'est un projet ouvert à de nombreux égards : les plans et les spécifications du robot sont accessibles à tous, et tous les logiciels sont Open source.

## Spécifications
iCub mesure 100 cm, pour un poids de 21 kg. Cette taille est celle d'un enfant d'environ trois ans et demi.
iCub possède 52 degrés de liberté organisés comme suit :
- 7 pour chaque bras ;
- 9 pour chaque main ;
- 6 pour la tête ;
- 3 pour le torse et la colonne vertébrale ;
- 6 pour chaque jambe.

## Application
Le laboratoire GIPSA-lab possède un iCub spécialement équipé d'une machoire et d'yeux dotés de caméras et de paupières, afin de parvenir à reproduire au plus près les émotions et les interactions humaines lors d'un face à face avec une personne. Dans l'avenir, ce robot doté d'une cinquantaine de moteurs pourrait alors participer à des campagnes de détection de la maladie d'Alzheimer. En février 2018, le magazine économique américain, Forbes, place cet exemplaire surnommé Nina parmi dix robots humanoïdes incroyablement réalistes dans le monde en retenant que son apprentissage en profondeur lui permet de corriger elle-même ses erreurs et qu'elle utilise le contact visuel comme moyen de communication. 